# Robert Howe
Pour les articles homonymes, voir Howe.
Robert (dit Bob) Howe, né le 3 août 1925 à Sydney et mort le 30 novembre 2004 à Santa Ana, est un joueur de tennis australien.